# 幸運星 (短片)
《幸運星》（Starry Eyes），是導演楊婕就讀政大廣電系時的畢業製作，是一部由幻想編織，卻極盡理智思考的超現實主義愛情電影。該片假定只要透過互相對視或所謂的〈眼書〉系統，每個人就有機會找到自己的幸運星，然後一生就能幸福美滿。

## 劇情摘要
不遠的幸運星球上，每個人從出生就有一個命中注定的伴侶在等著你，在對上眼的那一剎那，你們就會無可自拔地愛上對方。並從此過著幸運不斷的人生。後來人們發明了「眼書」系統，人們不需要對看，只需要不眠不休地盯著螢幕，就能找到命中注定的幸運星。
以諾終其青春在尋找十八歲那年「眼書」系統上與他對上眼的女孩-女女。並相信重逢的那一天，就是幸運不斷開始的那一天。但在這之前，他得要先應付一座墓園、一個怪醫師、一份噁心的任務，和每夜襲來的，女女兒時的記憶。

## 參展與獲獎紀錄
- 2013年，政大廣電系第22屆畢業展「親愛的秘密基地」參展。
- 2013年，第二十屆台灣國際女性影展入圍。

楊婕被影評人何瑞珠評為具有投資潛力，而且該片為「我這次看到最有創意的電影」。
- 2013年，參加資策會主辦的臺灣第一屆微電影節，獲學生組佳作。
- 2013年，參加美國最佳短片競賽，在2013年7月被評選為 Award of Excellence。
- 2014年，Urban Nomad城市遊牧影展入圍。
- 2015年，參加紐約臺北經濟文化辦事處教育組主辦，為期一周的「聚焦．紐約－2015 台灣學人影展」[2]。

## 宣傳活動
2013年8月，楊婕與張佳家參加UDN TV的〈誰是未來大導演 Next Top Director〉節目，接受主持人鄭錄平訪問，暢談《幸運星》的拍片經驗與心得。
2013年11~12月，楊婕參加政治大學舉辦的兩岸學生微電影交流活動，到北京的清華大學、北京大學、中國人民大學，上海的上海交通大學、華東師範大學、復旦大學，播放作品《幸運星》，並進行交流活動。

## 主要演員
| 演員姓名 | 角色名稱       | 介紹                                                     |
| 石知田   | 以諾           | 積極尋找自己的幸運星 － 胡女女的年輕人。                 |
| 宋芸樺   | 胡女女         | 被命運星傳說，糾纏著人生的年輕女孩。                     |
| 侯彥西   | 胡女女的前男友 | 因為命運星傳說，在與胡女女的婚禮上被拋棄。               |
| 唐從聖   | 胡女女的爸爸   | 積極研發複製眼技術的怪醫師，要破解幸運星傳說招致的悲劇。 |

## 劇組人員
- 導演｜楊婕 Chieh Yang
- 編劇｜楊婕 Chieh Yang 張佳家 Jiajia Chang
- 攝影｜程安德 Ante Cheng
- 製片｜郭芷妡 Una Kuo
- 執行製作｜沈子琦Chichi shen 王郁慈 Yu Tzu Wang 鄭侑青 Yu Ching Cheng
- 副導演｜吳禹 Yu Wu
- 導助｜張勻 Yun Chang
- 場記｜王嘉耀 Amei Wang
- 藝術總監｜張佳家 Jiajia Chang
- 美術指導｜張騰遠 Teng Yuan Chang
- 美術設計｜郭于鏜 Yu Tong Kuo
- 執行美術｜陳曉然 Jan Chen 林玨希 chueh Hsi Lin 于念平 Meg Yu
- 服裝設計｜鍾何謙 Tun Chung
- 服裝執行｜郭于鏜 Yu tong Kuo
- 音樂總監、原創音樂｜謝政豪 Hauer Hsieh
- 音效設計｜尚雅音樂工作室 謝政豪 Hauer Hsieh
- 舞蹈導演｜陳心龍 Albert Chen
- 舞蹈設計｜陳心龍 Albert Chen 曾韻方 Yun Fang Tseng
- 燈光師｜何孟學 Minou Ho
- 燈光助理｜于念平 Meg Yu 黃聖鈞 Sheng Chun Huang 張顥馨 Hao Xin Zhang
- 收音師｜趙人儁 Johnny Chao
- 收音助理｜劉柏宏 Po Hung Liu
- 髮妝設計｜Ivy Cheng Gary Huang
- 特殊化妝｜閻永銀 Yan Yong Yin
- 剪接｜程安德 Ante Cheng 楊婕 Chieh Yang
- 調色｜程安德 Ante Cheng
- 聲音剪輯｜趙人儁
- 片頭片尾動畫設計｜張家佳 Jiajia Chang
- 眼書系統特效設計｜張騰遠 Teng Yuan Chang
- 劇照師｜張子謙 Ziqian Zhang
- 靜態影像記錄｜吳柏成 Rene Wu 江怡萱 Yi Xuan Jiang 吳尚哲 Shang Zhe Wu
- 動態影像記錄｜賴淳懿 Chun Yi Lai
- 平面宣傳設計｜張家佳 Jiajia Chang
- 宣傳｜李晟源 Ryan Li 張韞 Liz Chang 張勻 Yun Chang 郭芷妡 Una Kuo 鄭侑青 Yu Ching Cheng 張佳家 Jiajia Chang 賴淳懿 Chun Yi Lai 吳柏成 Rene Wu
- 劇本指導 ｜楊景翔 王亞維 傅秀玲
- 表演指導 ｜楊景翔 高俊耀
- 剪接指導 ｜廖慶松
- 指導老師 ｜王亞維
- 配樂協助 ｜林子耘
- 英文字幕｜Jason P. Lee 李鵬傑

## 製片預算與成本回收
《幸運星》製作預算為三十至四十萬元新台幣，約為楊婕導演前作《祖慧老師和她的夢中情人》的五十倍。
傳統的政大廣電系畢業製片團隊，主要成員皆為該系畢業生，製片費用多由團隊成員均攤，但楊婕找系外製片團隊合作，製作費用得全部自己籌募。在一場對交大學生的演講中，楊婕談到在費用較高的情況下，她以價格因素未將撥映權賣給公視，首映兩週前就將影片剪輯完成並送廠商壓片，好在首映現場，就能及時販售電影光碟來回收成本，並盡力洽談願意合作的廠商，在電影中做置入性行銷。她也談到可使用群眾募資管道，協助解決一部分這類問題。

## 影評與其他
鄭文堂導演對《幸運星》的評論為
「...這是一部非常認真執行的電影（這是第一個感覺），而這個第一印象，會讓觀者不能輕忽她...這是一部好看的影片（這是第二個感覺），創作者選擇用創造的帶點科幻色彩的幻想題材，表達愛情這個恆常的課題，以一個短片的規模，這個結構之縝密，是難得的好作品...
...演員的表演都有專業的感覺...女演員很棒，爸爸（唐）也很到位（看起來應該有很敬業的演出），第一個男生很用力在表演，可能因為他的戲不容易表現，有部份情節需要舞台劇的想像，有些又必須內斂深情，這個我認為是高難度的表演，他很盡力在完成這個任務。第二個（阿南）戲不是最多的，可是卻是最重要的角色，他必須有很強的說服力，讓女主角最後選擇不看，而寧願用心去懷念去追尋的真正深情之人...攝影的部份，一直在變焦這件事，有干擾到看片的專注度，如果是刻意的表現，建議還是要少一點不要這麼密集...」
楊婕會找唐從聖飾演父親一角，是因為看了唐在舞台劇「瘋狂電視台」中，扮演搞笑、有趣、無奈又賺人熱淚的父親，在諧星外衣底下的另一個唐從聖，被深深地撼動。唐之後在接受訪問時，表示之所以會接演《幸運星》，是因為 
「...第一，導演（楊婕）、攝影師（程安德）。我看了他們作品以後，還滿有興趣的；第二，我想接觸一下，以前學生時代大家一起工作，不問酬勞一起完成一件事情，那種感覺，很爽。本來以為中間有很多坑坑疤疤的事情，想不到還滿順利的，表示這整個TEAM裡面都是有磨練過的，經驗上沒有專業製片好，可是我覺得它可以當作是實習生的感覺，專業製片就可以當作是在業界被錄取了，表現還不錯」。

## 外部連結
- 《幸運星》影片（全） （页面存档备份，存于）
- Facebook 專頁
- 官方 Blog （页面存档备份，存于）
- IMDb 專頁